# Akademie von Gundischapur
Koordinaten: 32° 17′ 0″ N, 48° 31′ 0″ O
Die Akademie von Gundischapur oder Gondeschapur (persisch فرهنگستان گندی‌شاپور, DMG Farhangestān-e Gondīšāpūr, syrisch Beth-Lapat) war das intellektuelle Zentrum des Sassanidenreichs und bestand vom 3. bis 10. Jahrhundert.
Die Stadt Gundischapur selbst liegt in der heutigen Provinz von Chuzestan im Südwesten Irans unweit des Flusses Karun.

## Allgemeines
Die Akademie von Gundischapur wurde 271 gegründet und beherbergte das älteste bekannte Lehrkrankenhaus, eine Bibliothek und eine Akademie. An der Akademie wurden Fächer wie Medizin, Philosophie, Theologie und Wissenschaften unterrichtet. Die Akademie verwendete sowohl persisches als auch griechisches und indisches Wissen.
Unter der Herrschaft des Sassanidenkönigs Chosrau I. Anuschirvan („mit der unsterblichen Seele“; 531–579) wurde Gundischapur ein bekanntes Zentrum für Medizin und Wissenschaft. Chosrau I. gab zahlreichen griechischen Philosophen, aramäischen Christen und nestorianischen Christen, welche vor der religiösen Verfolgung im Byzantinischen Reich flohen, Asyl. Der König beauftragte die Flüchtlinge, griechische und aramäische Texte in die Sprache Pahlavi (Mittelpersisch) zu übersetzen. So wurden Werke aus der Medizin, Philosophie, Astronomie und dem Handwerk übersetzt. Die sieben neuplatonischen Philosophen, die 531 nach Persien geflohen waren, sahen ihre Hoffnungen jedoch enttäuscht und kehrten bereits 532 in das oströmische Reich zurück.
Chosrau sandte den Mediziner Burzoe nach Indien, um indische und chinesische Gelehrte nach Gundischapur einzuladen. Diese übersetzten indische Texte über Astronomie, Mathematik, Medizin und Astrologie sowie chinesische Texte über Kräutermedizin und Religion ins (Mittel-)Persische. Burzoe soll die Panchatantra von Sanskrit ins Persische übersetzt haben, ebenso wie Kalīla wa Dimna.

## Die Bedeutung der Akademie von Gundischapur
Die Akademie hatte einen nachhaltigen Einfluss auf die Entwicklung des Krankenhaussystems und auf die Medizinerausbildung. Die Studenten wurden nicht nur von einem Mediziner ausgebildet, sondern von der ganzen Fakultät. Zudem soll die Akademie eine wichtige Rolle in der Geschichte der Mathematik gespielt haben.
Bekannte Mediziner, die an der Akademie in Gundischapur wirkten (die meisten Mediziner waren Christen):
- Burzoe (6. Jh.), Mediziner und Chefarzt von Chosrau I.
- Abū Yūḫannā Māsawaih († nach 813), bezeichnet auch als Mesuë Senior, pater, Vater von Yuhanna ibn Masawaih, persisch-syrischer[1] Gelehrter und Mediziner
- Gabriel ibn Bochtischu, († 828) persischer Mediziner und Förderer von Übersetzungen
- Schapur ibn Sahl (9. Jh.), Mediziner und Verfasser des ersten Buchs über Gegenmittel mit dem Titel Aqrabadhin
- Ahmad ibn at-Tayyib as-Sarachsi (899 hingerichtet)
- Nafi ibn al-Harith († 670)
- Gabriel von Schiggar (Anfang 7. Jh.), Leibarzt Choraus II. und seiner Frau Schirin

## Die Akademie von Gundischapur unter muslimischer Herrschaft
Die Sassanidendynastie unterlag den muslimischen Armeen im Jahre 642 n. Chr. Die Akademie überlebte den Herrscherwechsel und bestand noch für einige Jahrhunderte als muslimische Lehranstalt weiter. Nach der Gründung des Hauses der Weisheit in der Abbassiden-Hauptstadt Bagdad im Jahre 832 n. Chr. durch den Kalifen al-Mamun verlor die Akademie jedoch an Bedeutung. Das Haus der Weisheit übernahm die Methoden der Akademie und einige Gelehrte wurden abgeworben. Beide Institutionen standen im Wettbewerb, den das Haus der Weisheit schließlich für sich entscheiden konnte. Die Akademie wurde im 10. Jahrhundert aufgelöst.
Die 1955 gegründete „Schahid-Tschamran-Universität“ in Iran hieß bis 1982 Dschondischapur-Universität, in Anlehnung an die Akademie von Gundischapur.